# Lars Werdelin
Lars Werdelin, född 1955, är en svensk paleontolog. Han disputerade 1981 vid Stockholms universitet och arbetar som förste intendent vid Naturhistoriska riksmuseet med vertebrater som sitt verksamhetsområde.
Sedan 2014 är han utländsk ledamot av Finska Vetenskaps-Societeten.